# RECADI
La Oficina de Régimen de Cambio Diferencial (RECADI) fue un sistema de control cambiario en Venezuela implementado durante el gobierno de Luis Herrera Campíns que funcionó entre el 28 de febrero de 1983 —diez días después del Viernes Negro— y el 10 de febrero de 1989, para regular la entrega de divisas. Fue establecido para administrar un sistema de tipos de cambio diferencial y controles de capital.

## Historia
El 15 de junio en 1987, en cumplimiento del decreto presidencial N° 1.544, RECADI cesa funciones; las operaciones de compra y venta de divisa extranjera, aún restringidas por el gobierno, pasan a ser administradas directamente por el Ministerio de Hacienda.[cita requerida] Se disuelve en 1989, cuando se abolió el sistema de tipo de cambio diferencial. El 24 de febrero se abre una investigación por orden presidencial contra RECADI por presunto fraude financiero. RECADI constituyó una brecha en la historia de corrupción venezolana, y se convirtió en un importante escándalo en 1989 cuando cinco exministros fueron detenidos. Sin embargo, los cargos fueron retirados más tarde.
Desde el Viernes Negro, representa un hito que cambió su historia económica. Hasta ese día se mantuvo oficialmente la estabilidad y fiabilidad que desde la segunda década del siglo XX había caracterizado al bolívar, cuya última cotización libre con respecto al dólar fue al valor fijo de 4,30 bolívares. Desde entonces la devaluación constante del bolívar, complicaciones con el pago de la deuda externa, el acelerado deterioro del poder adquisitivo y la implantación de RECADI hicieron desaparecer la estabilidad cambiaria de la moneda venezolana.